# Akzeptierende Jugendarbeit
Die akzeptierende Jugendarbeit ist ein sozialarbeiterisches Konzept. Es wurde zu Beginn der 1990er-Jahre von Franz Josef Krafeld an der Hochschule Bremen entwickelt. 

## Kampf gegen Rechts
Das Konzept knüpft an Formen einer „aufsuchenden Streetwork“ an, die in den 1980er-Jahren mit Hooligans und Drogensüchtigen praktiziert wurde. Konkret bedeutet dies: Der Sozialarbeiter versucht, mit einem niedrigschwelligen Angebot an die Jugendlichen heranzutreten. Der Ansatz basiert auf der Vorstellung, rechtsextreme Jugendliche seien als „Modernisierungsverlierer“ zu begreifen. Die rechtsextreme Gesinnung sei auf schlechtere Sozialisationsbedingungen, Mängel bei der beruflichen Qualifikation, Arbeitslosigkeit und Frustration zurückzuführen. Unmittelbares Ziel ist es, rechtsextreme Gewalttaten zu mindern und Jugendliche von Straftaten abzuhalten. Mittelfristiges Ziel ist der Ausstieg aus der rechtsextremen Szene. 
In Bezug auf rechtsextreme Jugendliche ist dieser sozialarbeiterische Ansatz umstritten, insofern die Gefahr gesehen wird, der rechtsextremen Szene Freiräume zu verschaffen. Die Protektion durch die akzeptierende Jugendarbeit, so der Vorwurf, könnte dazu beitragen, die Existenz einer rechtsextremen Jugendbewegung zu sichern und salonfähig zu machen.
Bereits gegen Ende der 1990er-Jahre wurde umgedacht und in der Arbeit mit rechtsextremen Jugendlichen die akzeptierende Jugendarbeit weitgehend abgeschafft. Weiterhin beschäftigen sich Streetworker mit rechtsextremen Jugendlichen. Akzeptierende Jugendarbeit soll dabei aber nicht bedeuten zu akzeptieren, dass die Jugendlichen extremistisch eingestellt sind und dies bleiben können. Das Konzept versucht, die Jugendlichen dort abzuholen, wo sie sind, aber ein demokratisches Bewusstsein zu entwickeln.